# Кыргызский государственный технический университет
Кыргы́зский госуда́рственный техни́ческий университе́т и́мени И. Разза́кова, КГТУ(кирг. Исхак Раззаков атындагы Кыргыз мамлекеттик техникалык университети, КМТУ) — государственное высшее учебное заведение 4-й степени аккредитации. Расположен в г. Бишкек (Кыргызстан)
Носит имя Героя Киргизской Республики Исхака Раззаковича Раззакова (1910—1979), советского государственного и партийного деятеля, первого секретаря ЦК Компартии Киргизии (1950—1961).

## История
Берёт своё начало в 1953 году, когда в связи с острой нехваткой высококвалифицированных специалистов в инженерной отрасли Киргизии, был создан технический факультет при Киргизском государственном университете. Создан 1 сентября 1954 года, как Фрунзенский политехнический институт. Первым ректором ФПИ стал профессор Георгий Акимович Сухомлинов.
Подготовка будущих инженеров осуществлялась 12 факультетами на 60 кафедрах, где обучались 13 тысяч студентов по 26 специальностям, 350 преподавателями (200 — с учеными степенями и званиями). ФПИ стал кузницей подготовки высококвалифицированных кадров для промышленности и строительства Киргизской ССР и всего среднеазиатского региона.
За достигнутые успехи в подготовке высококвалифицированных кадров коллективу ФПИ в числе 26 лучших вузов страны в честь 50-летия образования СССР был вручен Юбилейный Почётный Знак ЦК КПСС, Президиума Верховного Совета СССР, Совета Министров СССР и ВЦСПС.
С 1992 — КГТУ им. И. Раззакова. Ныне университет это современный университетский комплекс, крупнейший учебно-научный центр подготовки и переподготовки инженерно-технических и инженерно-экономических кадров по 77 специальностям.
КГТУ владеет инновационными технологиями и внедряет новейшие образовательные программы. В университете обучаются более 19 тысяч студентов, желающих получить высшее и среднее специальное образование, а также около 200 учащихся лицея и более 190 аспирантов и соискателей.
В 2024 году Кыргызский государственный технический университет имени И. Раззакова награждён орденом «Данк» за большой вклад в развитие технического образования и науки Кыргызской Республики.

## Структура
В составе КГТУ 14 структурных подразделений, около 1000 человек профессорско-преподавательского состава, из которых более 50 докторов наук и более 220 кандидатов наук, 36 академиков и членов-корреспондентов ряда государственных и международных академий, в том числе и НАН Кыргызской Республики. КГТУ это 14 учебных корпусов, 50 компьютерных классов, библиотечно-информационный центр.

## Факультеты
В составе университета функционируют факультеты:
- Инженерно-экономический факультет (бывш. ИУиБ)
- Технологический факультет;
- Факультет транспорта и машиностроения;
- Институт информационных технологий;
- Энергетический факультет;
- Геолого—разведочный факультет;
- Кыргызско—Германский технический факультет;
- Горно-металлургический факультет;
- Эколого-экономический факультет.

Кроме того, 10 образовательных институтов:
- Институт электроники и телекоммуникаций (ИЭТ);
- Институт горного дела и горных технологий;
- Киргизско-Российский институт совместных образовательных программ;
- Институт дистанционного обучения;
- Киргизско—Германский технический институт (КГТИ);
- Кара-Балтинский технологический институт (КТИ);
- Кара-Кульский технологический институт (ККТИ);
- Кызыл-Кийский институт природопользования и геотехнологий (КИПиГ);
- Токмокский технический институт (ТТИ).

4 научно-исследовательских института:
- НИИ физико-технических проблем (НИИ ФТП)
- научно-исследовательский химико-технологический институт (НИХТИ)
- НИИ энергетики (НИИЭ)
- Киргизский институт минерального сырья (КИМС)

Действуют отделения:
- отделение среднего профессионального образования (ОСПО)
- лицей
- библиотечно-информационный центр
- музей-выставка
- Киргизско-корейский центр информационного доступа.

## Международное сотрудничество
Кыргызский государственный технический университет имени И. Раззакова большое внимание уделяет установлению всесторонних связей с различными образовательными, научными и культурными учреждениями стран ближнего и дальнего зарубежья. По соглашению с Московским научно-исследовательским ядерным университетом (НИЯУ) «МИФИ» каф. ПОКС с 2016 г. КГТУ ведёт совместную подготовку магистров по направлению 590100 «ИБ». В 2018 г. разработана новая программа, согласно которой магистры обучаются 1-й год в КГТУ, а 2-й год — в Московском НИЯУ «МИФИ». На сегодняшний день по этой новой программе завершили обучение два студента магистра.
В 2019 г. с НИЯУ МИФИ кафедра ПОКС заключила договор на совместную подготовку магистров по направлению 710400 «ПИ». В 2019 г. разработана программа, согласно которой магистры ПИ, также, как и магистры ИБ обучаются 1-й год в КГТУ, а 2-й год — в Московском НИЯУ «МИФИ». В этом году на первый курс по СОП с НИЯУ МИФИ поступила и проучилась один год одна студентка.